# 小行星1688
小行星1688（1688 Wilkens）是一颗围绕太阳公转的小行星。1951年3月3日，米格爾·伊茲克索恩在拉普拉塔发现了此天体。
該小行星以阿根廷天文學家亞歷山大·威爾肯斯（Alexander Wilkens）命名。
这颗小行星的绝对星等为41.89112等。